# هنری لیچ
هنری لیچ (انگلیسی: Henry Leach; ۱۸ نوامبر ۱۹۲۳ – ۲۶ آوریل ۲۰۱۱) افسر نیروی دریایی پادشاهی بریتانیا بود که به عنوان لرد اول دریا و رئیس ستاد نیروی دریایی در اوایل دهه ۱۹۸۰، نقش مهمی در متقاعد کردن مارگارت تاچر، نخست وزیر بریتانیا، مبنی بر امکان بازپس گیری جزایر فالکلند از آرژانتین داشت. به دلیل عزم و اراده‌ای که او در این زمینه نشان داد، اندرو مار، روزنامه‌نگار و مفسر سیاسی، او را "شوالیه با گیسوان طلایی درخشان" تاچر توصیف کرد.